# ثوران بركان كراكاتوا في 2020

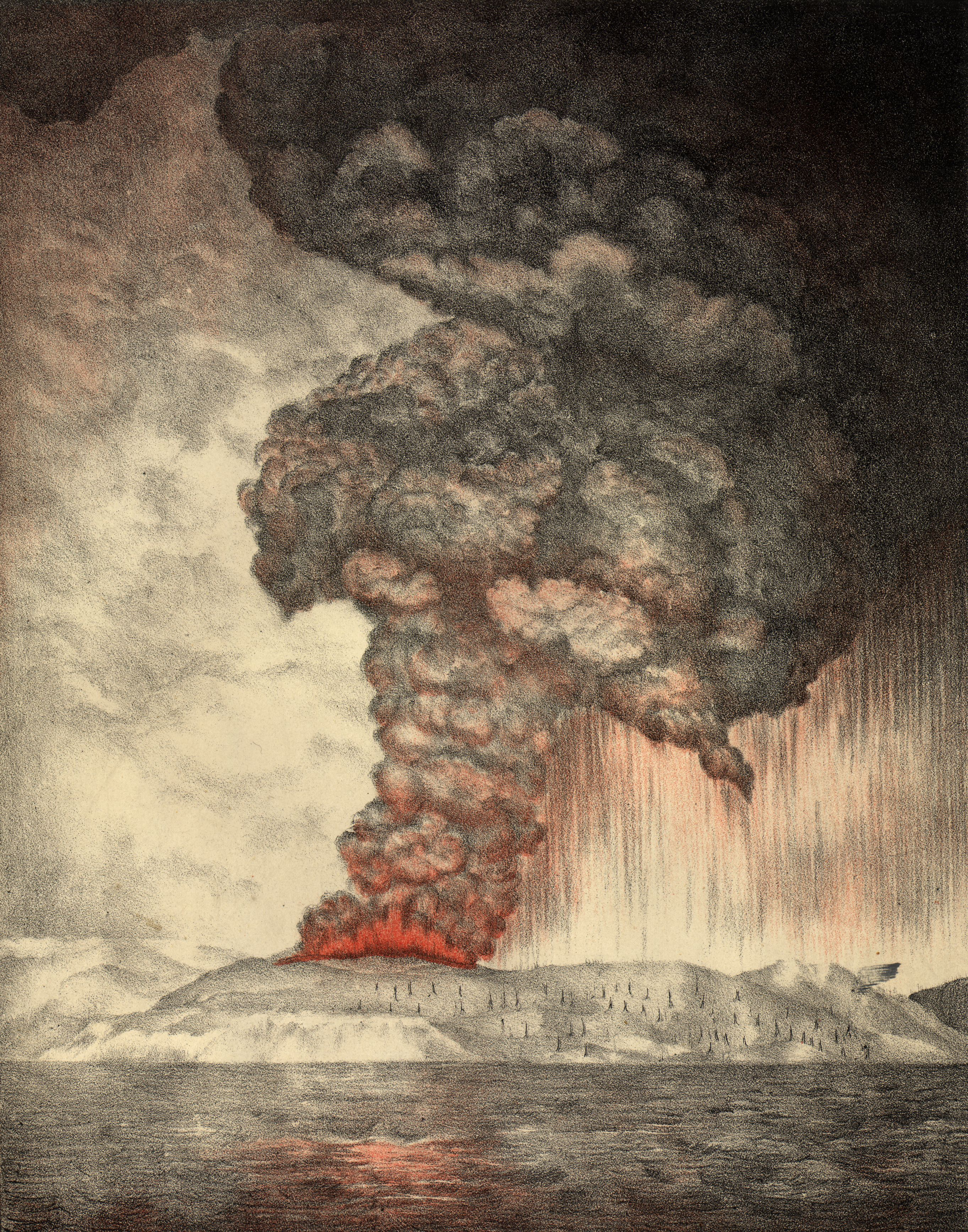
طباعة حجرية عن ثوران كراكاتوا حوالي سنة 1888

انفجار بركان كراكاتوا 2020 انفجر بركان كراكاتوا في إندونيسيا في 11 أبريل 2020 وقد تسبب الانفجار باندفاع لطرد الرماد إضافة لأعمدة الدخان التي وصل ارتفاعها لأكثر من 500 متر، وقد صاحب الثوران دوي انفجار شديد سمعت أصدائه في أستراليا وجنوب أفريقيا.

## تاريخ البركان
يعتبر البركان هو المُشكل لجزيرة كراكاتوا في إندونيسيا بعد انفجاره في عام 1883

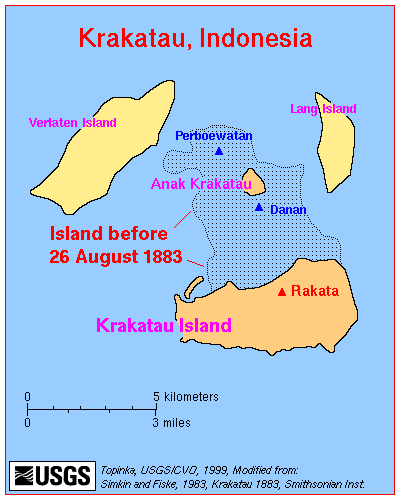
خريطة كراكاتوا بعد ثوران 1883 تظهر التغير في الجغرافيا